# 国際標準楽譜番号

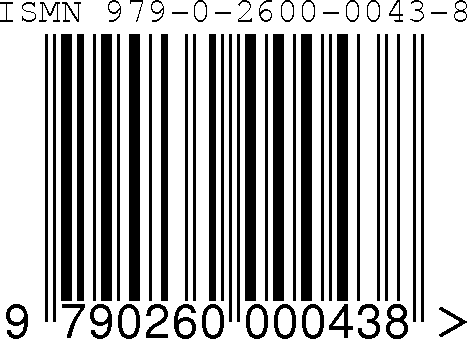
EAN13桁バーコードで表記されたISMNの13桁番号979-0-2600-0043-8

国際標準楽譜番号（こくさいひょうじゅんがくふばんごう、英語: International Standard Music Number, ISMN (ISO 10957))とは国際標準化機構(ISO)が定めた、楽譜の識別子で13桁番号で構成される。

## 概要
ISMNの初期案は国際音楽資料情報協会(IAML)イギリス支部が提案したが、推進したのはアラン・ポープ（オックスフォードのブラックウェル音楽省）とマルコム・ジョーンズ（バーミンガムの音楽図書館員）だった。1987年にアムステルダムで開催されたIAMLカンファレンスでISMNの構造と応用に関する草案が発表され、1989年にオックスフォードで開催されたIAMLカンファレンスのさらなる議論の末英仏独支部がそれぞれの国の代表的な標準化団体（BSI、AFNOR、DIN）の形式を参考にしてISMNを制定することをISOのプロジェクトとして行うことを決定した。1993年オタワやパリで行われた会議を経て草案が最終決定されISOによって制定された。
日本においては、2021年7月に日本ISMNコードセンターが発足、2023年3月20日に日本産業規格（JIS X0309: 国際標準楽譜番号（ＩＳＭＮ））が制定され、国内規格化された。
初期の形式は原則としてM-2306-7118-7というようにMの識別接頭辞、発行者のID、項目のID、チェックディジットの4つの要素で構成されていた。2008年1月1日より旧式だったMの識別接頭辞に代わって979-0から始まる13桁の番号識別子に変更され、EAN-13番号として項目のバーコードにエンコードできるようになった。
現行の形式は「979-0」というISMNのために予約されている接頭辞、発行者を識別するブロック、項目を識別する別のブロック、1つの最後のチェックディジットの4ブロックで構成されている。TC 46/SC 9が国際標準の責任を負っている。
出版物にISBNとISMNの両方を割り当てることができるが、ISBNと違ってISMNは国によって発行者を分けることはない。

## チェックディジット
チェックディジットを計算するために、ISMNの各桁は左から右へ1と3を交互に加重値を掛けている。これらの加重桁は共に加えられる。チェックディジットは合計を10の倍数にする0から9の間の整数である。

### 例
例として、979-0-060-11561で始まるISMNの項目の場合:
1x9 + 3x7 + 1x9 + 3x0 + 1x0 + 3x6 + 1x0 + 3x1 + 1x1 + 3x5 + 1x6 + 3x1
= 9  +  21 +  9  +  0  +  0  +  18 +  0  +  3  +  1  +  15 +  6  +  3
=  85
85 mod 10 = 5として、チェックディジットは10 - 5 = 5で番号全表記は979-0-060-11561-5となる。
別の例としてロバート・フリップのギタークラフトコレクションの楽譜にはISMN 979-0-9016791-7-7が割り当てられている。最初の12桁は979-0-9016791-7でISMNのアルゴリズムは  
1x9 + 3x7 + 1x9 + 3x0 + 1x9 + 3x0 + 1x1 + 3x1 + 1x6 + 3x7 + 1x9 + 3x1
=  9  +  21  +  9    +  0    +  9    +  0    +  1    +  3    +  6    +  21  + 9     +     3
= 123
というチェックディジットが事実上7である式を評価している（なぜなら123+7=130=13x10となるからである）。